# Aquafon
Aquafon (russisch Аквафон/Akwafon, abchasisch Аҟəафон/Aqwafon) ist der nach eigenen Angaben größte Mobilfunkanbieter in Abchasien.

## Name
Der Name Aquafon ist eine Anspielung auf den abchasischen Namen der am Meer gelegenen Hauptstadt Sochumi: Aqwa (Аҟəа), sowie die lateinische Bezeichnung für Wasser – Aqua.

## Geschichte
Aquafon wurde am 6. März 2003 gegründet und startete seine Dienste am 13. Juli desselben Jahres. Bis April 2007 wuchs die Zahl der Abonnenten auf 50.000, bis 2008 auf 80.000. Im Sommer 2008 startete Aquafon sein GPRS-Angebot und am 30. September ein UMTS-Netz.

## Besitzverhältnisse
51 % von Aquafon gehören der Mondeo Holdings mit Sitz auf den Britischen Jungferninseln. Mondeo Holdings ist eine 100%ige Tochter der ComTel Eastern mit Sitz auf den Bermudas. ComTel Eastern hält auch Anteile an dem russischen Mobilfunkanbieter MegaFon. Aquafon dient in Abchasien als das Tochterunternehmen von Megafon.

Der Firmensitz in Sochumi

## Wettbewerber
Aquafon war Monopolist im Bereich Mobilfunk in Abchasien bis 2006 der Konkurrent A-Mobile seine Dienste startete.